# 上索恩省公路网

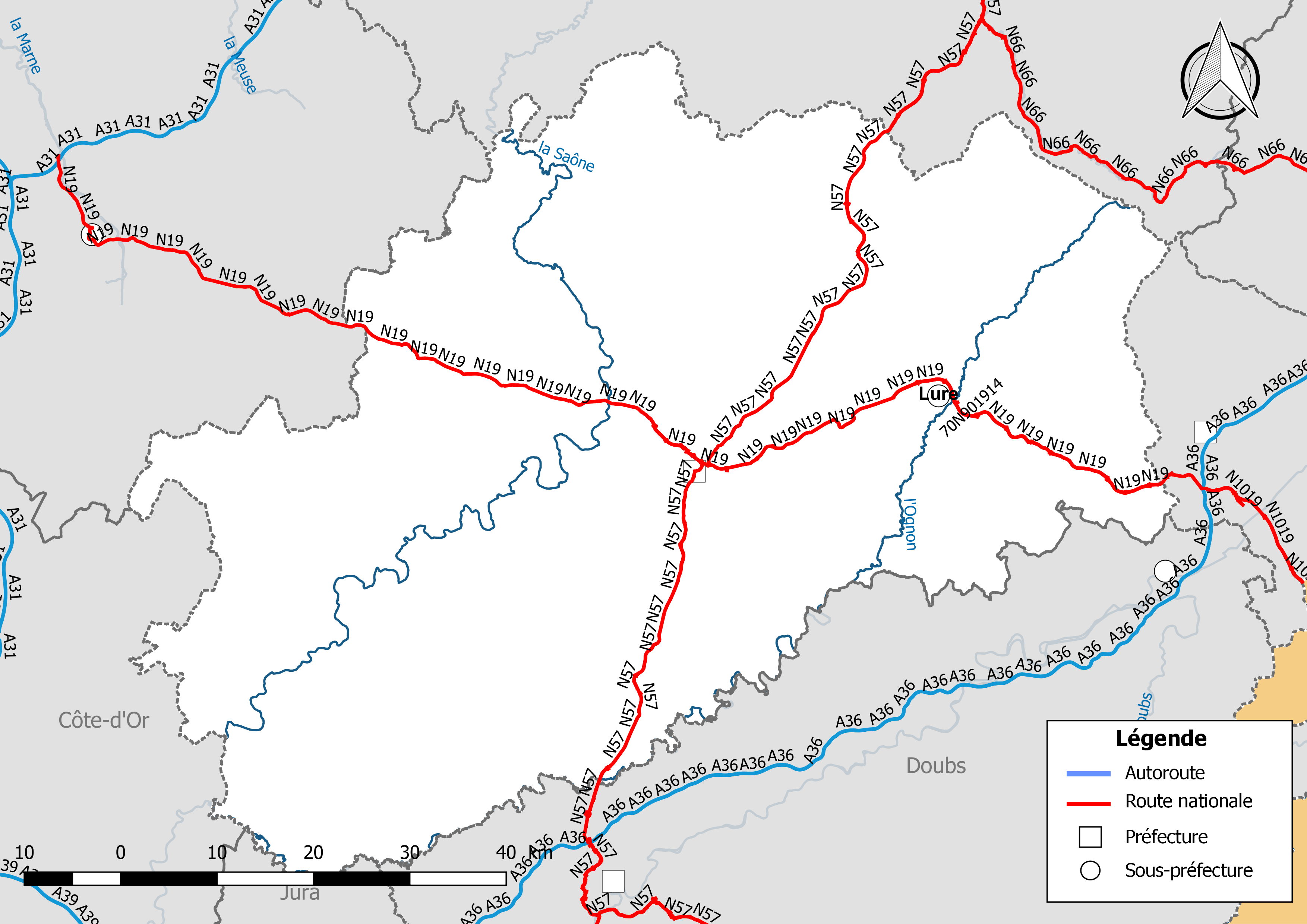
上索恩省公路网

上索恩省公路网是法国上索恩省境内公路设施的统称。截止2020年5月，上索恩省境内共有国道181公里，省道3441公里以及其它公路5041公里。

## 历史
上索恩省的第一条公路出现于18世纪末，最初仅供马车行驶，工业革命后开始出现机动车辆。1930年，上索恩省境内的公路系统进行了统一编号。1972年和2006年，法国的国道系统两次大规模拆分，其中上索恩省境内的法国国道N74线、N86线等均改为省道，并重新编号。
|          | 2002 | 2003 | 2004 | 2005 | 2006 | 2007 | 2008 | 2009 | 2010 | 2011 | 2012 | 2013 | 2014 | 2015 | 2016 | 2017 |
| -------- | ---- | ---- | ---- | ---- | ---- | ---- | ---- | ---- | ---- | ---- | ---- | ---- | ---- | ---- | ---- | ---- |
| 高速公路 | 0    | 0    | 0    | 0    | 0    | 0    | 0    | 0    | 0    | 0    | 0    | 0    | 0    | 0    | 0    | 0    |
| 国道     | 189  | 189  | 190  | 180  | 185  | 181  | 181  | 180  | 181  | 181  | 181  | 181  | 181  | 182  | 182  | 181  |
| 省道     | 3374 | 3323 | 3323 | 3368 | 3338 | 3355 | 3367 | 3367 | 3415 | 3441 | 3450 | 3457 | 3457 | 3455 | 3454 | 3441 |
| 其它道路 | 4273 | 4284 | 4323 | 4352 | 4388 | 4510 | 4510 | 4631 | 4709 | 4709 | 4884 | 4920 | 4920 | 4951 | 4987 | 5041 |
| 总计     | 7836 | 7796 | 7836 | 7900 | 7911 | 8046 | 8058 | 8178 | 8305 | 8331 | 8515 | 8558 | 8558 | 8588 | 8623 | 8663 |

## 路网

### 高速公路
上索恩省境内暂无高速公路经过。

### 国道
- 法国国道N19线（法语：Route nationale 19 (France)），上索恩省境内全长约97公里
- 法国国道N57线（法语：Route nationale 57 (France)），上索恩省境内全长约84公里

### 省道
| 上索恩省省道列表 |             |                       | |                                      |
| 编号             | 长度 （km） | 起点 连接线           | 主要途径市镇（斜体字表示该道路距离该市镇政府所在地最近距离超过1公里） | 终点 连接线                          |
| D9               | 49.4        | 沃苏勒附近弗罗泰 N19  | 沃苏勒附近弗罗泰 ↔ 坎塞 ↔ 维莱尔勒塞克 ↔ 利诺特河畔当皮埃尔/讷鲁瓦堡 ↔ 瓦勒鲁瓦勒布瓦 ↔ 埃斯佩雷勒 ↔ 欧特雷勒韦 ↔ 莱马尼 ↔ 维莱尔塞克塞勒 ↔ 维莱尔城 ↔ 维拉尔让 ↔ 圣费尔热 ↔ 维勒舍夫勒和库尔伯南 ↔ 塞瑟南 ↔ 克勒旺和格朗日附近拉沙佩勒 ↔ 索尔诺 ↔ ↔ 尚佩 ↔ 夸瑟沃 ↔ 夸瑟沃 ↔ 库特南                                           | 库特南 大路街                        |
| D12              | 27.1        | 日附近比塞 D474       | 日附近比塞 ↔ 日 ↔ 舒瓦/沙尔塞讷 ↔ 屈尼 ↔ 特罗马雷 ↔ 邦布瓦永 ↔ 尚塞 ↔ 莫泰-伯叙什 ↔ 蒙塔尼耶 ↔ 绍梅尔塞讷 ↔ 佩姆 | 佩姆 D475                            |
| D13              | 75.6        | 昂西耶 D474           | 昂西耶 ↔ 圣布罗万 ↔ 博若-圣瓦利耶-皮埃尔瑞和基特尔 ↔ 索恩河畔梅尔塞 ↔ 瑟沃-蒙泰 ↔ 韦勒克松-克特雷和沃代 ↔ 弗雷讷-圣马梅斯 ↔ 沃泽 ↔ 努瓦当勒费鲁 ↔ 拉兹 ↔ 克朗/韦勒勒沙泰勒 ↔ 蒙勒韦尔努瓦 ↔ 沙里耶 ↔ 韦夫尔和蒙图瓦耶 ↔ 沃苏勒附近努瓦当 ↔ 沃苏勒/纳沃讷 ↔ 坎塞 ↔ 沃苏勒附近弗罗泰 ↔ 科隆布附近当瓦莱 ↔ 诺鲁瓦堡 ↔ 列旺 ↔ 莫朗 | 莫朗 N19                             |
| D64              | 43          | 吕尔 N19              | 吕尔 ↔ 吕尔附近布昂 ↔ 阿德朗和比泰讷谷/凯尔 ↔ 锡泰尔 ↔ 艾永库尔 ↔ 吕克瑟伊附近拉沙佩勒 ↔ 圣索沃尔/吕克瑟伊莱班/富热罗勒-圣瓦尔贝尔 ↔ 吕克瑟伊附近枫丹 ↔ 科尔伯奈 ↔ 马尼翁库尔 ↔ 弗勒雷莱圣卢 ↔ 艾耶维莱尔和利尤蒙 | （孚日省） D164                      |
| D67              | 56.3        | （上马恩省） D67      | 尚利特 ↔ 埃屈埃勒 ↔ 瓦里耶尔 ↔ 格雷附近沙尔热 ↔ 格雷附近阿克 ↔ 格雷 ↔ 克勒桑塞 ↔ 尚托奈 ↔ 沃内尔 ↔ 邦布瓦永 ↔ 特罗马雷 ↔ 屈 ↔ 舍讷夫雷河莫罗涅 ↔ 马尔奈 | （杜省） D67                         |
| D70              | 53.2        | 孔博枫丹 D54          | 孔博枫丹 ↔ 孔弗拉库尔 ↔ 沃孔库尔-内尔沃赞 ↔ 蒙圣莱热/特莱/拉翁库尔 ↔ 坦塞和蓬特尔波/布罗特莱赖 ↔ 芒布雷 ↔ 韦特 ↔ 萨隆河畔当皮埃尔 ↔ 韦勒 ↔ 蒙蒂勒和普朗蒂尼 ↔ 里尼 ↔ 格雷附近阿克 ↔ 格雷 ↔ 芒托什 ↔ 埃塞尔泰讷和瑟塞 | （科多尔省） D70                     |
| D72              | 20.3        | 吕尔 罗热·萨朗格罗街  | 吕尔 ↔ 弗鲁瓦德泰尔 ↔ 圣日耳曼 ↔ 梅利塞 ↔ 拉朗泰尔讷和莱萨尔蒙/埃克罗马尼 ↔ 拉瓦夫尔 ↔ 福科尼耶和拉梅尔 | 福科尼耶和拉梅尔 迪普莱西·代维尔大街 |
| D417             | 33.4        | 马尼翁库尔 D64        | 马尼翁库尔 ↔ 瑟穆斯河畔圣卢 ↔ 布利尼耶 ↔ 屈沃 ↔ 昂热/当瓦莱-圣庞克拉 ↔ 伯通库尔-圣庞克拉 ↔ 马耶龙库尔-圣庞克拉 ↔ 沃维莱尔 ↔ 蒙多雷 ↔ 德芒日韦勒 ↔ 科尔 ↔ 蒙库尔 ↔ 容韦勒 ↔ 布瑟罗库尔 | （孚日省） D417                      |
| D438             | 25.4        | 吕尔 N19              | 吕尔 ↔ 鲁瓦/吕尔附近弗罗泰 ↔ 帕朗特 ↔ 利奥方 ↔ 马尼-若贝尔/洛蒙 ↔ 贝尔韦尔讷 ↔ 吕兹 ↔ 埃里库尔 ↔ 布勒维莱尔 | （贝尔福地区省） E54                 |
| D457             | 10          | 沃苏勒 N19            | 沃苏勒 ↔ 沃苏勒附近努瓦当 ↔ 昂德拉尔 ↔ 昂德拉罗 ↔ 埃舍诺拉梅利讷 ↔ 瓦勒鲁瓦-洛里奥 | 瓦勒鲁瓦-洛里奥 D57                  |
| D474             | 51.7        | 沃苏勒附近努瓦当 D457 | 沃苏勒附近努瓦当 ↔ 昂德拉尔 ↔ 昂德拉罗 ↔ 韦勒甘德里和勒夫勒塞 ↔ 马耶和沙兹洛 ↔ 格朗韦勒和勒佩尔诺 ↔ 迈济耶尔 ↔ 弗雷蒂尼耶和韦洛雷耶 ↔ 沃勒蒙瑟洛 ↔ 弗拉讷堡 ↔ 维莱尔舍曼和埃特雷勒附近蒙 ↔ 韦勒克莱尔 ↔ 日附近比塞 ↔ 日 ↔ 舒瓦 ↔ 维勒弗朗孔 ↔ 韦莱姆-埃舍瓦讷 ↔ 巴特朗 ↔ 昂西耶 ↔ 格雷                                         | 格雷 D67                             |
| D486             | 51.8        | （孚日省） D486       | 上勒泰-朗贝尔堡 ↔ 塞尔旺斯-米耶兰 ↔ 泰尔尼艾-默莱和圣伊莱尔 ↔ 伯隆尚 ↔ 梅利塞 ↔ 圣日耳曼 ↔ 弗鲁瓦德泰尔 ↔ 吕尔 ↔ 马尼-韦尔努瓦 ↔ 吕尔附近维 ↔ 莱赛南/阿尔珀南 ↔ 阿耶旺 ↔ 维勒塞克塞勒 ↔ 穆瓦迈 ↔ 莱马尼 | （杜省） D50                         |
| 1. 2. 3. 4.      |             |                       | |                                      |